# Helicolenus
Helicolenus – rodzaj morskich ryb zaliczanych do skorpenokształtnych z rodziny Sebastidae, czasami klasyfikowanej jako podrodzina Sebastinae w obrębie skorpenowatych (Scorpaenidae).

## Zasięg występowania
Ocean Atlantycki, Morze Śródziemne, Ocean Indyjski i Ocean Spokojny.

## Klasyfikacja
Gatunki zaliczane do tego rodzaju:
- Helicolenus avius
- Helicolenus barathri
- Helicolenus dactylopterus – sebdak przylądkowy[4], sebdak kapski[5], sebdak[6], sinik[6], sankor[7]
- Helicolenus fedorovi
- Helicolenus hilgendorfii
- Helicolenus lahillei
- Helicolenus lengerichi
- Helicolenus mouchezi
- Helicolenus percoides

Gatunkiem typowym jest Scorpaena dactyloptera (=H. dactylopterus).

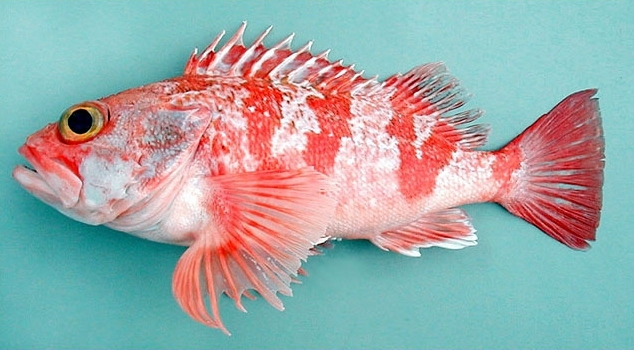
Helicolenus dactylopterus
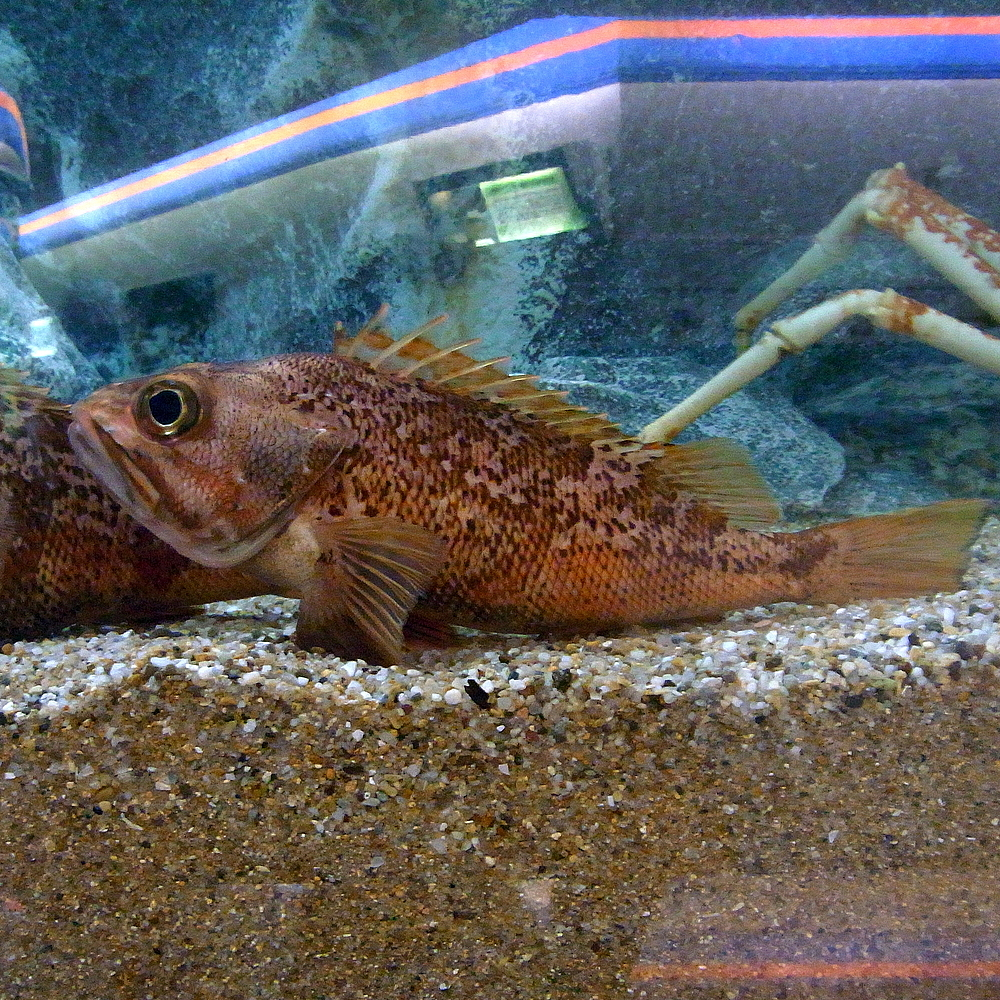
Helicolenus hilgendorfii